# طوطی‌نوک سینه‌سفید
طوطی‌نوک سینه‌سفید (نام علمی: Psittiparus ruficeps) نام یک گونه از تیره سسکیان است.